# Jerry e la maga
Jerry e la maga (Of Feline Bondage) è un film del 1965 diretto da Chuck Jones e Maurice Noble. È il tredicesimo dei 34 cortometraggi animati della serie Tom & Jerry prodotti da Jones con il suo studio Sib-Tower 12 Productions. Venne distribuito dalla Metro-Goldwyn-Mayer il 19 maggio del 1965. Il titolo originale del cortometraggio è un gioco di parole del romanzo Schiavo d'amore (Of Human Bondage).

## Trama
Tom lancia a Jerry una palla da biliardo, che lo schiaccia e lo proietta nella sua tana. Subito dopo appare davanti a Jerry una maga, la quale gli dona una fiala con all'interno una pozione. Bevuta la pozione, il topo diventa invisibile, e ne approfitta per rubare e mangiare del formaggio. Inizia quindi a tartassare il gatto, fino a inseguirlo con delle forbici. Tom si nasconde in un vaso, ma Jerry lo trova e gli taglia mezza pelliccia. Mentre il topo ride, l'effetto della pozione svanisce e Tom si vendica di Jerry facendogli la stessa cosa e mettendosi a ridere. I due si mettono a gongolare, vedendosi a vicenda in quelle condizioni.